# Allgemeine Automobil-Zeitung (Österreich)

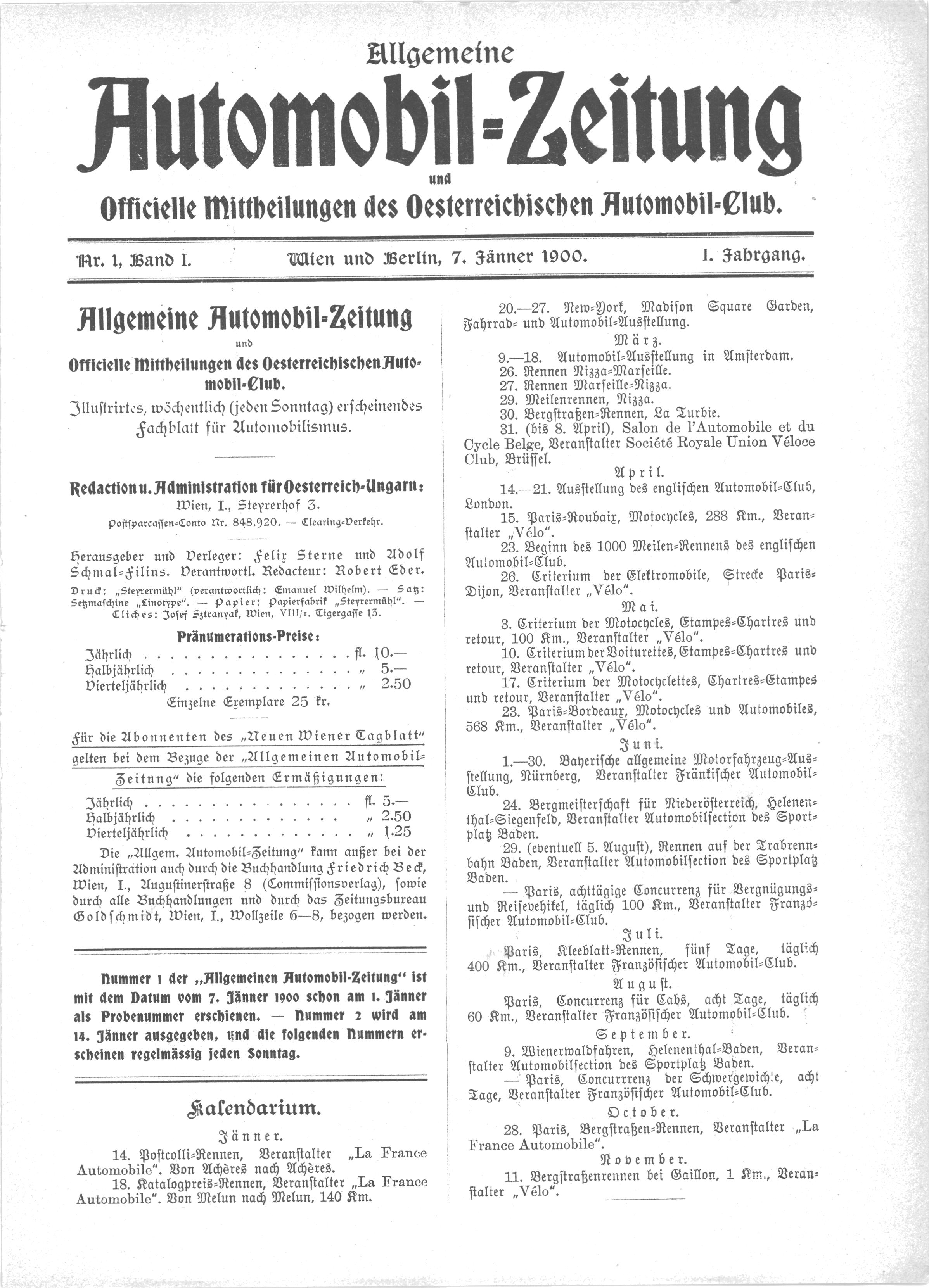
Erstausgabe vom 7. Januar 1900, Titelblatt

Die Allgemeine Automobil-Zeitung (AAZ) war eine ab dem Jahr 1900 bis vermutlich 1938 wöchentlich erscheinende Zeitschrift mit Redaktionssitz in Wien. Bis 1901 war der Hauptsachtitel Allgemeine Automobil-Zeitung und officielle Mittheilungen des Oesterreichischen Automobil-Club. Ab dem Erstausgabejahr erschien das von Adolf Schmal gegründete Blatt jedoch auch in Berlin als deutsche Ausgabe, vertrieben durch den Verleger Gustav Braunbeck, bis dieser die deutsche Ausgabe ab 1904 selbst übernahm.
Anfangs enthielt die AAZ den zusätzlichen Inhalt Österreichischer Automobil-Club: Offizielle Mitteilungen des Österreichischen Automobil-Club, der ab 1905 als Beilage der Zeitschrift erschien und 1928 vollständig in der Zeitschrift aufging.
Das Jahrgangs-Titelblatt der Ausgabe 10 von 1909 enthielt den Nebentitel Allgemeine Flugmaschinen-Zeitung.